# Malcolm Havladar
Malcolm Havladar (data de nascimento desconhecido) é um ex-ciclista olímpico indiano. Havladar representou sua nação em dois eventos nos Jogos Olímpicos de Verão de 1948, em Londres.